# Очковый горихвостковый певун
Очковый горихвостковый певун (лат. Myioborus melanocephalus) — вид птиц семейства древесницевых (Parulidae). Выделяют пять подвидов. Распространены в Южной Америке.

## Таксономия
Вид впервые описан в 1844 году швейцарским натуралистом Иоганном Чуди (нем. Johann Jakob von Tschudi 1818—1889) под биноменом Setophaga melanocephala по типовому образцу, собранному в регионе Хунин, Перу.

## Описание
Очковый горихвостковый певун достигает длины тела 13,0—13,5 см и массы 10—13 г. Длина крыла варьирует от 6,1 до 7,4 см. Половой диморфизм не выражен. У номинативного подвида лицо и макушка чёрного цвета. Кольцо вокруг глаз и идущая от него до клюва узкая полоса жёлтые; эта область по форме напоминает очки. Затылок, боковые стороны шеи и верхняя часть тела тёмно-серого цвета со слабым оливковым оттенком. Горло, грудь и нижняя часть тела жёлтого цвета. Клюв и ноги чёрные, радужная оболочка тёмная. Хвост чёрный с белыми внешними краями. Нижние кроющие перья хвоста белые. Крылья черноватые с узкими серыми краями. У молодых особей голова и спина серые, а нижняя сторона бледно-жёлтая. Подвиды различаются по размерам и окраске оперения. По сравнению с номинативным подвид M. m. bolivanus немного меньше и имеет более бледную окраску нижней стороны тела. У M. m. malaris черная область на лице более обширна. M. m. griseonuchus имеет на макушке небольшое пятно рыжевато-коричневого цвета. У M. m. ruficoronatus рыжеватое пятно на макушке более крупное.

## Места обитания
Очковый горихвостковый певун — осёдлый вид, совершает небольшие перемещения в пределах больших высот. Обитают во влажных горных лесах, а также на опушках лесов и прилегающих к ним кустарниках на высоте от 2000 до 3300 метров над уровнем моря. Обычно образуют небольшие семейные стайки, часто присоединяются к смешанным группам птиц. Питаются насекомыми и другими беспозвоночными. 

## Подвиды и распространение
Выделяют пять подвидов:
- M. m. ruficoronatus (Kaup, 1852) — юго-запад Колумбии и Эквадор
- M. m. griseonuchus Chapman, 1927 — северо-запад Перу
- M. m. malaris Zimmer, 1949 — север Перу
- M. m. melanocephalus (Tschudi, 1844) — номинативный подвид. Центр Перу
- M. m. bolivianus Chapman, 1919 — юг Перу и запад Боливии